# Présidence de François Mitterrand
Cet article concerne la présidence de François Mitterrand. Pour un article sur sa vie, voir François Mitterrand.
Président de la République française
Présidence de Valéry Giscard d'Estaing Présidence de Jacques Chirac
La présidence de François Mitterrand, longue de quatorze ans, s'étend sur deux septennats :
- le premier mandat, du 21 mai 1981 au 20 mai 1988 ;
- le second mandat, du 21 mai 1988 au 17 mai 1995.

## Premier mandat
François Mitterrand est élu président de la République française le 10 mai 1981, devenant ainsi le premier président de gauche de la Cinquième République. Son septennat est marqué par trois phases distinctes : le "socle du changement" (1981-1983), la période de rigueur économique (1983-1986) et la première cohabitation avec le gouvernement de Jacques Chirac (1986-1988).
Au cours de son premier mandat, Mitterrand met en œuvre diverses réformes économiques et sociales, y compris des nationalisations, des augmentations du SMIC et des allocations, et mis en place des mesures telles que la semaine de 39 heures et la cinquième semaine de congés payés. Ces réformes amèneront le président à dévaluer le franc  trois fois en deux ans. Cependant, face aux difficultés économiques, il opère le tournant de la rigueur en 1983, ce qui entraîne des divisions au sein de son gouvernement et une baisse de popularité.
Malgré les défis économiques et politiques, le premier mandat de Mitterrand est également marqué par des réalisations importantes sur le plan international, notamment sa contribution à la construction européenne et sa politique étrangère indépendante, notamment envers les États-Unis et l'Union soviétique.
En 1986, l'union de la droite remporte les élections législatives, entraînant la première cohabitation de la Cinquième République. Jacques Chirac devient Premier ministre, tandis que Mitterrand conserve la présidence. Cette période est marquée par des privatisations, des réformes économiques et des tensions politiques entre le président et le Premier ministre.

### Gouvernements
La première présidence Mitterrand a dirigé cinq gouvernements successifs, placés sous l'autorité des Premiers ministres Pierre Mauroy, Laurent Fabius, Jacques Chirac :
- Gouvernement Pierre Mauroy (1) du 21 mai 1981 au 22 juin 1981 ;
- Gouvernement Pierre Mauroy (2) du 22 juin 1981 au 22 mars 1983 ;
- Gouvernement Pierre Mauroy (3) du 22 mars 1983 au 17 juillet 1984 ;
- Gouvernement Laurent Fabius du 17 juillet 1984 au 20 mars 1986 ;
- Gouvernement Jacques Chirac (2) du 20 mars 1986 au 10 mai 1988.

## Second mandat
La seconde présidence de François Mitterrand s'étend du 21 mai 1988 au 17 mai 1995. Malgré la connaissance de son cancer de la prostate depuis novembre 1981, François Mitterrand annonce sa candidature à l'élection présidentielle pour un second mandat de 7 ans le 22 mars 1988. Après un premier tour où il devance ses concurrents de droite, Jacques Chirac et Raymond Barre, il est réélu le 8 mai avec 54,02 % des voix contre son premier ministre de cohabitation, Jacques Chirac.
Mitterrand a mis en place des réformes sociales et économiques importantes, telles que la création du Revenu Minimum d'Insertion (RMI) pour lutter contre la pauvreté, création de la  Contribution Sociale Généralisée (CSG), la réforme de la Politique Agricole Commune (PAC) et la loi Évin sur le tabagisme et l'alcoolisme. Il a également favorisé la décentralisation et l'aménagement du territoire. Mitterrand a accordé une importance particulière à la culture, notamment avec les célébrations du bicentenaire de la Révolution française ou la politique des Grands Travaux : grandes opérations d'architecture et d'urbanisme avec des projets emblématiques comme la construction de la Bibliothèque nationale de France et l'inauguration du Grand Louvre.
La période de la présidence de Mitterrand a également été marquée par des scandales politico-financiers, comme l'affaire Urba et l'affaire du sang contaminé, qui ont entaché son mandat et celui de certains membres de son gouvernement.
Sur la scène internationale, Mitterrand a œuvré pour approfondir l'intégration européenne, comme en témoigne la ratification du traité de Maastricht. Il a également joué un rôle dans des crises internationales, comme lors de la Première Guerre du Golfe et du génocide au Rwanda.
À la suite de la victoire de l'union de la droite aux élections législatives de 1993, Mitterrand a dû composer avec une nouvelle période de cohabitation. Édouard Balladur devient Premier ministre. Balladur met en place une politique économique et sociale sévère, avec des hausses d'impôts et des réformes touchant les retraites et les prestations sociales. Sur le plan international, il s'engage dans la crise en ex-Yougoslavie et refuse l'intervention militaire au Rwanda.

### Gouvernements
La seconde présidence Mitterrand a dirigé cinq gouvernements successifs, placés sous l'autorité des Premiers ministres Michel Rocard, Édith Cresson, Pierre Bérégovoy et Édouard Balladur :
- Gouvernement Michel Rocard (1) du 10 mai 1988 au 22 juin 1988 ;
- Gouvernement Michel Rocard (2) du 24 juin 1988 au 15 mai 1991 ;
- Gouvernement Édith Cresson du 15 mai 1991 au 2 avril 1992 ;
- Gouvernement Pierre Bérégovoy du 2 avril 1992 au 29 mars 1993 ;
- Gouvernement Édouard Balladur du 29 mars 1993 au 17 mai 1995.

## Cohabitations
Au terme de ses deux septennats, la présidence Mitterrand fut confrontée à deux cohabitations :
- première cohabitation avec Jacques Chirac du 20 mars 1986 au 10 mai 1988;
- deuxième cohabitation avec Édouard Balladur du 29 mars 1993 au 17 mai 1995.

## Postérité
Le président Mitterrand meurt d'une longue maladie (cancer de la prostate) moins de huit mois après la fin de son mandat, le 8 janvier 1996.